# Metcalfa regularis
Metcalfa regularis är en insektsart som först beskrevs av Fowler 1900.  Metcalfa regularis ingår i släktet Metcalfa och familjen Flatidae. Inga underarter finns listade i Catalogue of Life.